# SAC Pilatus
Der SAC Pilatus ist eine Luzerner Sektion des Schweizer Alpen-Clubs und mit 7445 Mitgliedern (Stand: Januar 2025) eine der grössten Sektionen des Schweizer Alpen-Clubs. Sie gehört zu den grössten Sportvereinen in der Schweiz, wurde im Jahr 1864 gegründet und hat ihren Hauptsitz in Luzern.

## Ortsgruppen (Untersektionen)
| Ortsgruppe (Untersektion) | Sitz      | Gründung | Mitglieder (2025) |
| ------------------------- | --------- | -------- | ----------------- |
| SAC Pilatus Hochdorf      | Hochdorf  | 1932     | 0583              |
| SAC Pilatus Napf          | Willisau  | 1930     | 0811              |
| SAC Pilatus Rigi          | Küssnacht | 1944     | 0631              |
| SAC Pilatus Surental      | Sursee    | 1927     | 1022              |

## Kletteranlage
Projekt Kletteranlage der Ortsgruppe Rigi.

## Hütten
Die Sektion Pilatus betreibt ein Biwak, drei SAC-Hütten und das Skiheim Trübsee, diese bieten einfache Unterkünfte für Alpinisten, Kletterer, Wanderer, Naturgeniesser und immer häufiger auch für Familien mit Kindern und für Mountainbiker.
- 2731 m ü. M  Aarbiwak
- 1753 m ü. M  Brisenhaus (Keine SAC Hütte)
- 1067 m ü. M  Chrotthütte[7] (Keine SAC Hütte)
- 2438 m ü. M  Dammahütte
- 2337 m ü. M  Hüfihütte

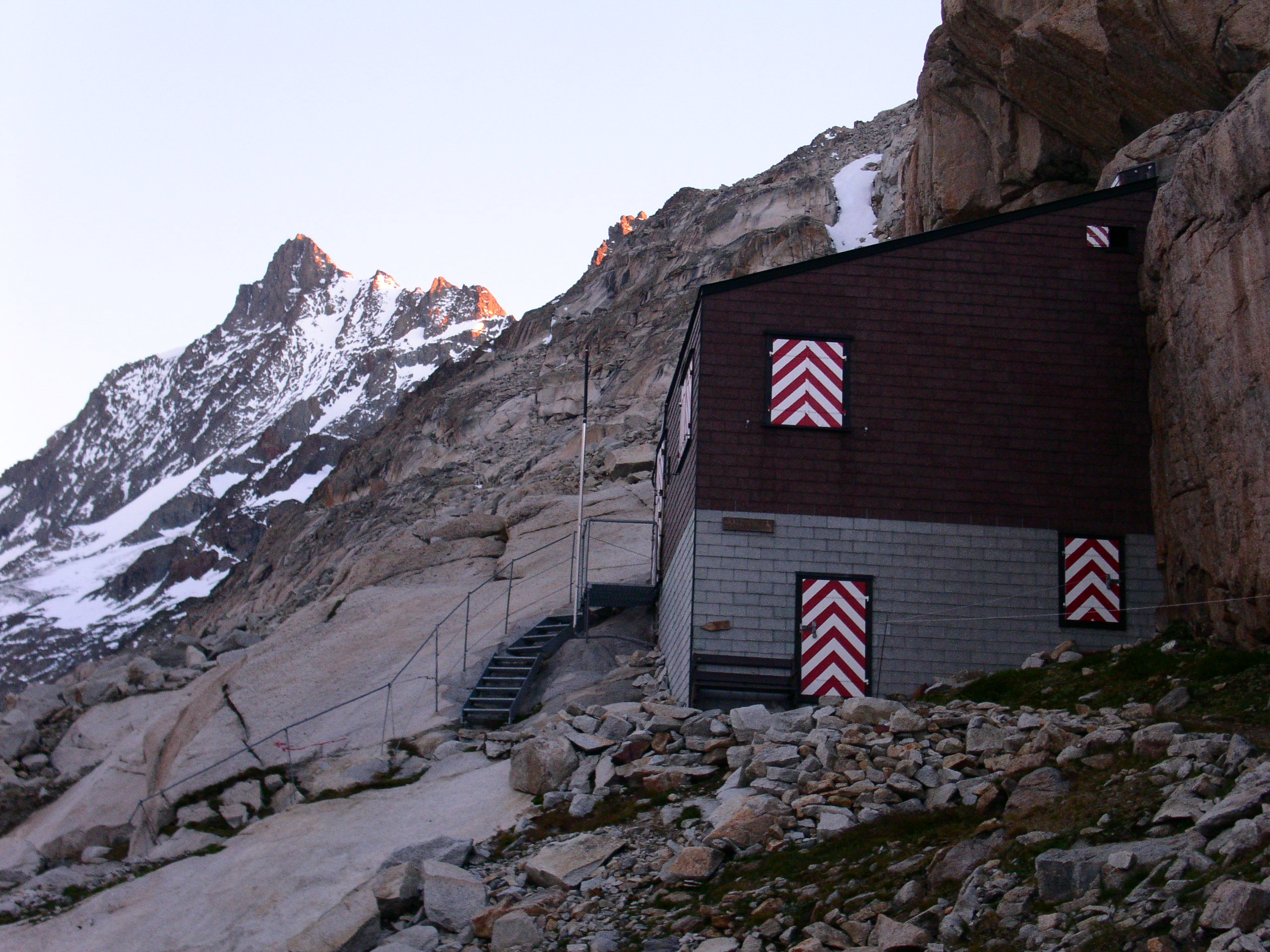
Aarbiwak
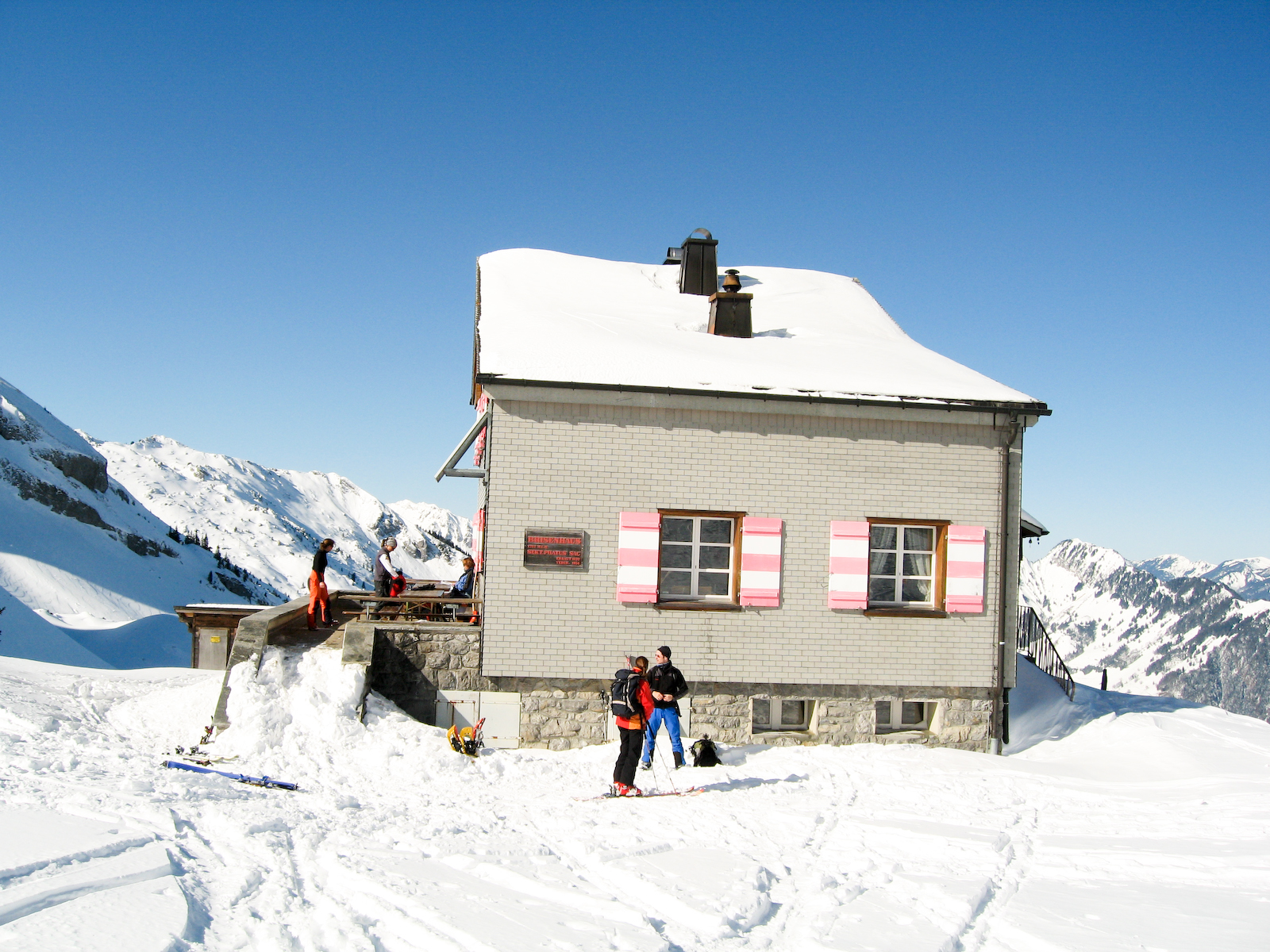
Brisenhaus
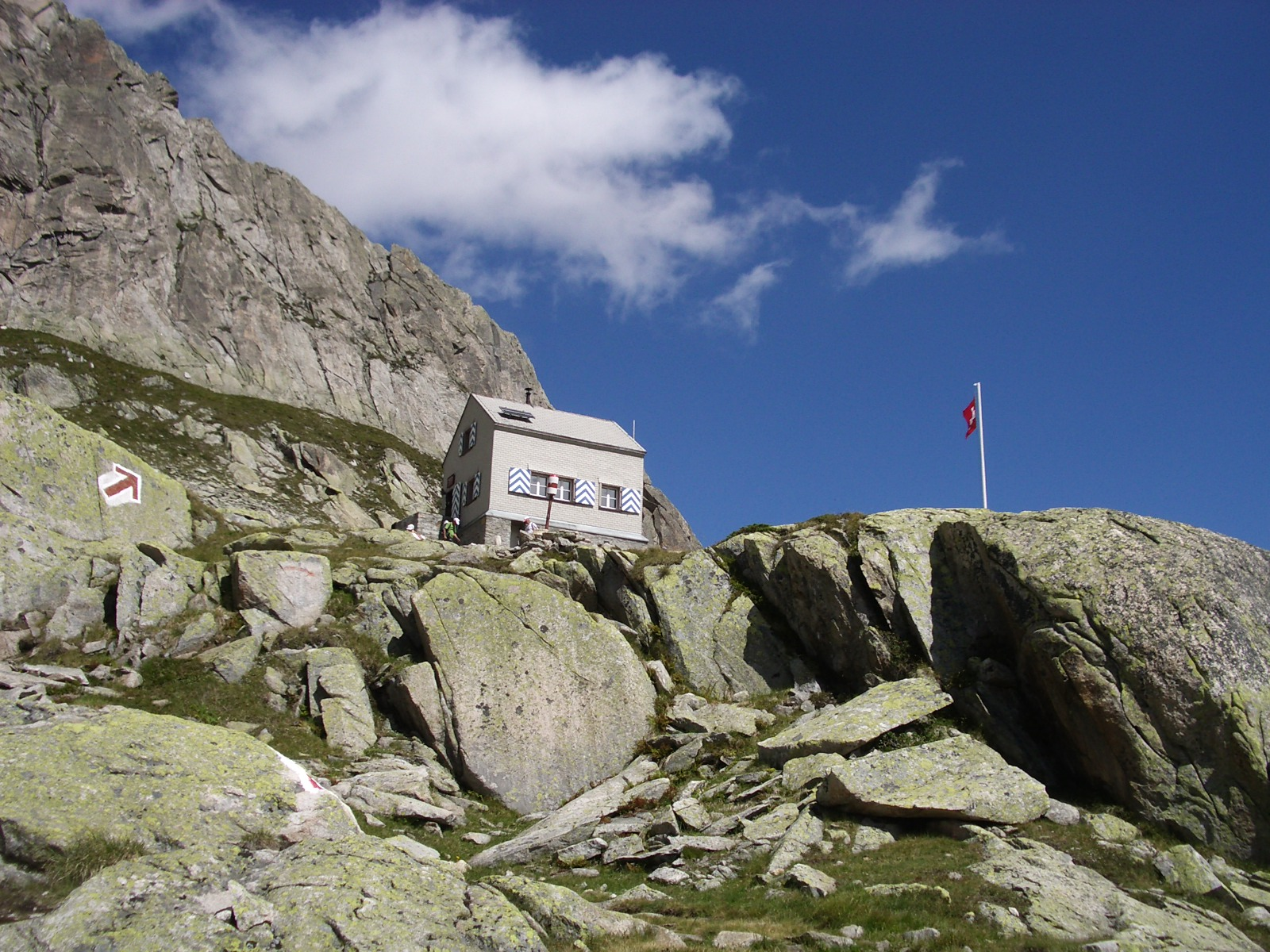
Dammahütte
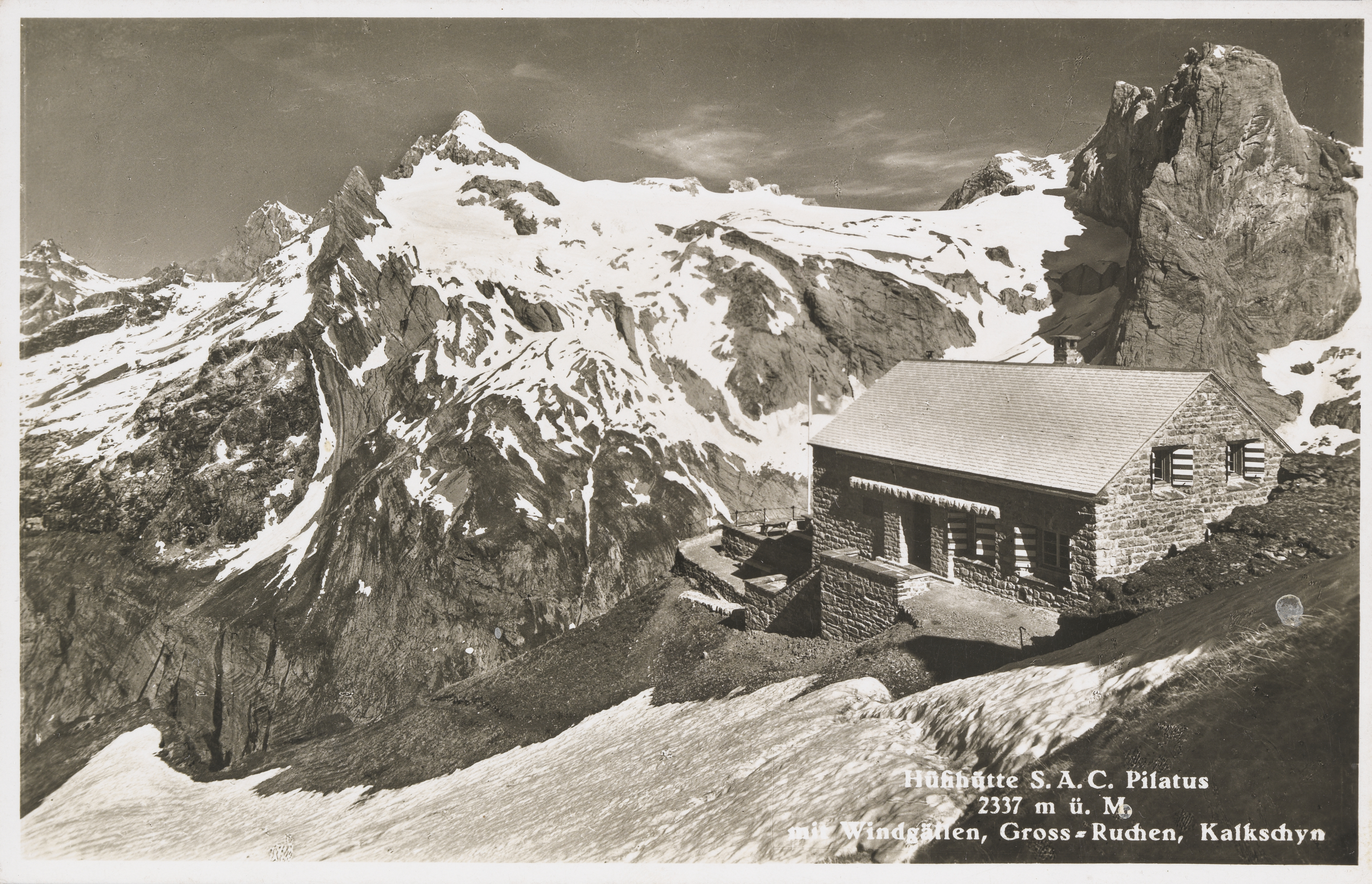
Hüfihütte

| Hauptsitz |

| Aarbiwak |

| Brisenhaus |

| Chrotthütte |

| Dammahütte |

| Hüfihütte |